# Mike Mosley
Michael „Mike” Mosley (ur. 13 grudnia 1946 w Oklahoma City; zm. 3 marca 1984 w Riverside) – amerykański kierowca wyścigowy.

## USAC / CART
W latach 1967–1983 wziął udział w 166 wyścigach serii USAC oraz CART. Odniósł pięć zwycięstw, z czego trzy na jednomilowym torze owalnym w Milwaukee (1975, 1976, 1981). Dwa pozostałe zanotował na torach owalnych w Trenton (1971) oraz Phoenix (1974).
W swojej karierze reprezentował barwy zespołów Leader Cards Racing, Theodore Racing, All American Racers oraz Kraco Enterprises.
Zginął tragicznie w wypadku samochodowym na obrzeżach Riverside w stanie Kalifornia.

## Starty w Indianapolis 500
| Rok  | Nadwozie  | Silnik      | Start | Wynik | Uwagi                    |
| ---- | --------- | ----------- | ----- | ----- | ------------------------ |
| 1967 | Watson    | Ford        |       |       | Wypadek w kwalifikacjach |
| 1968 | Watson    | Offenhauser | 27    | 8     |                          |
| 1969 | Watson    | Offenhauser | 22    | 13    | Chłodnica                |
| 1970 | Watson    | Offenhauser | 12    | 21    | Chłodnica                |
| 1971 | Watson    | Ford        | 19    | 13    | Wypadek                  |
| 1972 | Eagle     | Offenhauser | 16    | 26    | Wypadek                  |
| 1973 | Eagle     | Offenhauser | 21    | 10    | Korbowód                 |
| 1974 | Eagle     | Offenhauser | 6     | 29    | Silnik                   |
| 1975 | Eagle     | Offenhauser | 5     | 26    | Tłok silnika             |
| 1976 | Eagle     | Offenhauser | 11    | 15    |                          |
| 1977 | Lightning | Offenhauser | 9     | 19    | Silnik                   |
| 1978 | Lightning | Offenhauser | 25    | 17    | Turbosprężarka           |
| 1979 | Eagle     | Cosworth    | 12    | 3     |                          |
| 1980 | Eagle     | Chevrolet   | 26    | 32    | Uszczelka chłodnicy      |
| 1981 | Eagle     | Chevrolet   | 2     | 33    | Chłodnica                |
| 1982 | Eagle     | Chevrolet   |       |       | Nie zakwalifikował się   |
| 1983 | March     | Cosworth    | 2     | 13    | Wypadek                  |